# Tvåringat gulvingsfly
Tvåringat gulvingsfly, Tiliacea sulphurago, är en fjärilsart som beskrevs av Michael Denis och Ignaz Schiffermüller, 1775. Tvåringat gulvingsfly ingår i släktet Tiliacea och familjen nattflyn. I Sverige har arten endast påträffats i Skåne på 1800-talet. Arten är ännu inte funnen i Finland. Inga underarter finns listade i Catalogue of Life.